# Spyridium cinereum
Spyridium cinereum är en brakvedsväxtart som beskrevs av N. A. Wakefield. Spyridium cinereum ingår i släktet Spyridium och familjen brakvedsväxter. Inga underarter finns listade i Catalogue of Life.